# Mamoudou Touré
Pour les articles homonymes, voir Touré.
Mamoudou Touré, né le 2 avril 1928 au Kaédi et mort à Dakar le 28 décembre 2017 est un économiste sénégalais qui fut ministre des Finances de mai 1983 à avril 1988.

## Biographie
Commençant sa carrière professionnelle comme maître d'internat, Mamoudou Touré est tour à tour fonctionnaire de la Communauté économique européenne, ambassadeur, directeur de l'Institut africain pour le développement économique et la planification (IDEP), directeur du Département Afrique du FMI et ministre de l'économie d'Abdou Diouf.
Il a présidé le conseil d’administration de la Banque sénégalo-tunisienne, dirigée par Abdoul Mbaye, et a participé aux Assises nationales du Sénégal, en 2008 et 2009.
Mamoudou Touré est l'époux de Maïmouna Kane, magistrat et ancien ministre.